# Anaspis bohemica
Anaspis bohemica es una especie de coleóptero de la familia Scraptiidae.

## Distribución geográfica
Habita en Europa.